# Мацоне (Болцано)
Мацоне је насеље у Италији у округу Болцано, региону Трентино-Јужни Тирол.
Према процени из 2011. у насељу је живело 22 становника. Насеље се налази на надморској висини од 363 м.